# Leucopis ninae
Leucopis ninae is een vliegensoort uit de familie van de Chamaemyiidae. De wetenschappelijke naam van de soort is voor het eerst geldig gepubliceerd in 1966 door Tanasijtshuk.